# Rajkovics Péter
Rajkovics Péter (Dunaszerdahely, 1984. augusztus 7.) szlovákiai magyar közgazdász, szerkesztő, író, fényképész.

## Pályafutása
Egyetemi tanulmányait a Budapesti Corvinus Egyetemen végezte. A Fiatal Írók Köre elnöke 2011-2012 között, 2013-tól a Szlovákiai Magyarok Kerekasztala mellett működő gazdasági bizottság koordinátora. A Csallóköz hetilap főszerkesztő-helyettese 2013 októberétől 2015 decemberéig. 2016 januárjától a Dunaszerdahelyi városi lap, a Dunaszerdahelyi Hírnök és a dunaszerdahelyi.sk főszerkesztője. 2019 augusztusától a dunaszerdahelyi médiát kezelő Perfects Rt. igazgatója. Első mesekötete 2013 novemberében jelent meg Brumiarc és a Kicsi címmel. A kötet folytatása Brumiarc és a cirkusz címmel 2017 októberében látott napvilágot. 

## Baross Gábor Terv
A szakmai csapat tagjaként részt vett a felvidéki gazdaságfejlesztési terv első és második kiadásának az elkészítésében is.  

## Határtalan szenvedély
A dunaszerdahelyi DAC labdarúgóklub 2017 tavaszán pályázatot hirdetett a szlovákiai magyar együttes szlogenjére. A klub választotta ki a száznál is több pályázat közül az öt döntőst, amire a rajongók szavazhattak. A nyertes a szavazatok 37,7 százalékával Rajkovics Péter javaslata a Határtalan szenvedély lett. Jelenleg is ez a klub szlogenje, amelyből dal is készült.  

## Fényképészként
Dunaszerdahelyi pillanatok címmel 2020.február 12-én mutatkozott be kollégáival közös kiállításon fényképeivel. A tárlaton a dunaszerdahelyi.sk-n és a Dunaszerdahelyi Hírnökben 2019-ben megjelent felvételeiből készült felvételeket tekinthette meg a közönség a dunaszerdahelyi Csaplár Benedek Városi Művelődési Központban.

## Megjelent könyvek
Brumiarc és a Kicsi (2013)
Brumiarc és a cirkusz (2017)
Brumiarc a Csallóközben (2019)